# Bhikhu Parekh
Bhikhu Chotalal Parekh (né le 4 janvier 1935) est un théoricien politique britannique, universitaire et pair à vie. Il est membre du Parti travailliste à la Chambre des Lords. Il est professeur de théorie politique à l'Université de Hull de 1982 à 2001, et professeur de philosophie politique à l'Université de Westminster de 2001 à 2009. Il est président de l'Académie des sciences sociales de 2003 à 2008.

## Jeunesse et éducation
Parekh est né dans le village d'Amalsad dans la province du Gujarat, en Inde. Son père est un orfèvre avec une éducation de base. Parekh est admis à l'Université de Bombay à l'âge de 15 ans  et y obtient une licence en 1954 et une maîtrise en 1956. Il commence ses études supérieures à la London School of Economics en 1959 et obtient son doctorat en 1966 .

## Carrière
Il enseigne à la London School of Economics et à l'Université de Glasgow avant de trouver un poste à l'Université de Hull . Entre 1981 et 1984, il est vice-chancelier de l'Université Maharaja Sayajirao de Baroda en Inde. Il occupe également la chaire Centennial au Centre pour l'étude de la gouvernance mondiale à la London School of Economics et une chaire de philosophie politique à l'Université de Westminster. En 2002, il est président de l'Académie des sociétés savantes en sciences sociales.
Parekh siège également à la Commission pour l'égalité raciale (dont il est vice-président) et est membre d'un certain nombre d'organismes concernés par les questions d'égalité raciale et de multiculturalisme - notamment en tant que président de la Commission sur l'avenir du multiculturalisme de 1998 à 2000. Le rapport de cet organisme (souvent appelé le « rapport Parekh ») est à la base d'une grande partie du débat sur le multiculturalisme au Royaume-Uni au début du XXIe siècle.
Il est nommé pair à vie le 10 mai 2000 en tant que baron Parekh, de Kingston upon Hull dans le Yorkshire de l'Ouest .
Parekh siège aux Lords en tant que pair du Parti travailliste. De juillet 2001 à décembre 2003, il est membre du Comité mixte des droits de l'homme .

### Publications
- Bentham's Political Thought, Croom Helm, 1973 (ISBN 0-85664-037-9)
- Marx's Theory of Ideology, Johns Hopkins Univ Pr, 1982 (ISBN 0-8018-2771-X), p. 256
- Colonialism, Tradition and Reform: An Analysis of Gandhi's Political Discourse, Sage, 1989 (ISBN 0-8039-9605-5, lire en ligne)
- Gandhi's Political Philosophy. A critical examination, Macmillan, 1989 (ISBN 0-333-54765-9), p. 246
- The Future of Multi-Ethnic Britain: Report of the Commission on the Future of Multi-Ethnic Britain, Profile Books, 2000 (ISBN 1-86197-227-X)
- Gandhi: A Very Short Introduction, Oxford Paperbacks, 2001 (ISBN 978-0-19-285457-5)
- Rethinking Multiculturalism: Cultural Diversity and Political Theory, Harvard UP, 2002 (ISBN 0-674-00995-9)
- European Liberalism and 'the Muslim Question': Does Intercultural Dialogue Make Sense? (ISIM Papers), Amsterdam University Press, 2008 (ISBN 9789053560877)
- A New Politics of Identity: Political Principles for an Interdependent World, Palgrave Macmillan, 2008 (ISBN 978-1-4039-0647-2)
- Il a également écrit un compte rendu de "L'affaire Rushdie et la presse britannique; Quelques leçons salutaires" pour la Commission pour l'égalité raciale en 1990[3].
- Couleur, culture et conscience : les intellectuels immigrés en Grande -Bretagne, Allen & Unwin, 1974, (ISBN 0-04-301067-9)

### Prix et distinctions
Parekh est élu membre de la Royal Society of Arts (FRSA) en 1988 et membre de l'Académie des sociétés savantes en sciences sociales (FAcSS) en 1999 . En 2003, il est élu membre de la British Academy (FBA), l'académie nationale du Royaume-Uni pour les sciences humaines et sociales .
Il reçoit un doctorat honorifique de l'Université de l'Essex en 2003 . En 2008, il reçoit un DUiv honorifique de l'Université de Hull. Le 11 juillet 2011, Parekh reçoit un doctorat honorifique en sciences sociales (DSoc Sci) de l'Université de Nottingham Trent. Le 20 juillet 2011, Parekh reçoit un doctorat honorifique en philosophie de l'université Edge Hill .
Le gouvernement indien lui décerne le Padma Bhushan en 2007.

## Vie privée
Parekh a trois fils, dont Anant Parekh (en), ils ont tous reçu des bourses pour étudier à l'Université d'Oxford .